# Kasia Łaska
Kasia Łaska (née le 26 mai 1979), de vrai nom Katarzyna Łaska, est une chanteuse polonaise surtout connue au Musical Theatre Roma de Varsovie où elle a joué le rôle principal de Kim dans la comédie musicale Miss Saigon, ainsi que les rôles de Wendy dans la comédie musicale Peter Pan et de Frenchy dans la comédie musicale Grease. Elle a également joué Maria dans la comédie musicale West Side Story au Musical Theatre Capitol de Wrocław.
Kasia prête également sa voix à des versions polonaises de plusieurs films d'animation : La Petite Sirène, Peter Pan 2, Winx Club, Frère des ours, Le livre de la jungle 2 et Il était une fois, pour n'en citer que quelques-uns.
Parmi ses rôles télévisés figurent Daring Do et Princess Cadance dans My Little Pony : les amis c'est magique et Katie dans L'île des défis extrêmes.
Kasia incarne aussi la voix d' Elsa, la reine des neiges où elle interprète Libérée, délivrée (en polonais, Mam tę moc) dans le film d'animation La reine des neiges de Walt Disney. Elle participe aussi au dernier épisode de cette série, la reine des neiges 2, dans lequel elle chante Chcę uwierzyć snom, la version polonaise de Dans un autre monde rendue populaire par Panic at the Disco.
Le 9 février 2020, lors de la 92e cérémonie des Oscars, Łaska rejoint Idina Menzel, Aurora et huit autres doubleurs internationaux pour interpréter la chanson Dans une autre monde. Chaque artiste international chante alors une phrase de la chanson dans une langue différente : Maria Lucia Heiberg Rosenberg en danois, Willemijn Verkaik en allemand, Takako Matsu en japonais, Carmen Sarahí en espagnol latino-américain, Lisa Stokke en norvégien, Kasia Łaska en polonais, Anna Buturlina en Russe, Gisela en espagnol européen et Gam Wichayanee en thaï .

## Doublage
- My Little Pony : L'amitié est magique - Princesse Cadance
- Winx Club : Le secret du royaume perdu - Musa
- Winx Club 3D : L'aventure magique - Musa
- Winx Club - Tecna (saison 3 version Nick et saisons 4, 5, 6 et 7), Chimera, Digit et Mielle (ZigZap)
- H2O : Just Add Water - Emma (voix)
- La reine des neiges - Elsa (voix chantée)
- Steven Universe - perle, perle jaune, perle bleue.
- Tweenies - Fizz
- High School Musical - Martha Cox
- La Reine des neiges : Une fête givrée - Elsa (voix chantée)
- Défis extrêmes - Katie et Ella
- La Reine des neiges : Joyeuses fêtes avec Olaf - Elsa (voix chantée)
- La reine des neiges 2 - Elsa (voix chantée)
- La belle et la bête - Belle (voix chantée)
- Voyage vers la lune - Chang'e

## Concerto pour groupe et orchestre

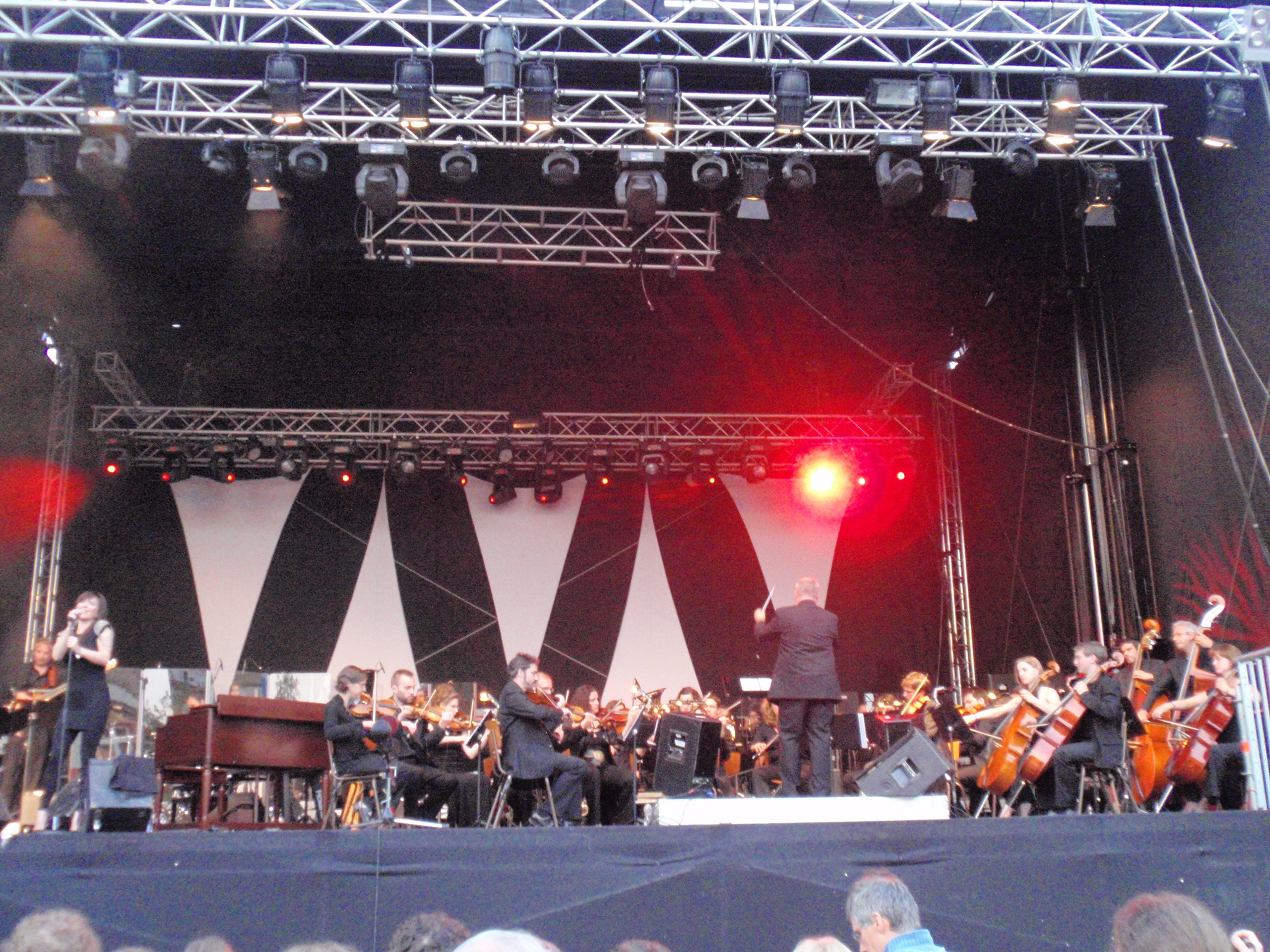
Kasia Laska chante le concerto pour groupe et orchestre de Jon Lord le 23 juin 2010 à Luxembourg

En 2008, Kasia rencontre Jon Lord (organiste de Deep Purple ) qui lui demande de chanter en tant que soliste dans son projet Concerto pour groupe et orchestre pour les 4 prochaines années. Ils se produiront ensemble en Allemagne, au Luxembourg, en Suisse, au Brésil, en Corée, au Royaume-Uni, en Bulgarie, en Russie, en Ukraine, en Hongrie, en Italie, en France et dans sa ville natale de Varsovie. 
En 2011 en Roumanie, Kasia est ainsi l'invité de la première de Jon Lord Live (enregistré live en 2009) du Concerto pour groupe et orchestre. Lors de ce concert, elle chante également sur Wait a while et The sun will shine again, chansons composées par Jon. 
Jon invite également Kasia à chanter sur la dernière version de son Concerto pour groupe et orchestre (première version studio) des studios Abbey Road . Elle y chante aux côtés de Steve Balsamo, Joe Bonamassa, Darin Vasilev, Bruce Dickinson (Iron Maiden), Steve Morse (Deep Purple) et Guy Pratt (Pink Floyd). L'album sort dans le monde entier en septembre 2012.

## Vie privée
Pendant plusieurs années, elle a vécu avec l'acteur Mateusz Damięcki. Elle est actuellement mariée et a un fils, Henryk (né en 2016), et vit à Varsovie.